# بن یونس
بن یونس یک منطقهٔ مسکونی در الجزایر است که در ناحیه برج منایل واقع شده‌است. بن یونس ۵ کیلومتر مربع مساحت دارد ۱۴۰ متر بالاتر از سطح دریا واقع شده‌است.